# James Stavridis
James George Stavridis (West Palm Beach, Florida, 15 februari 1955) is een Amerikaanse admiraal op rust en voormalig decaan van de Fletcher School of Law and Diplomacy van Tufts University. 
Stavridis was van 2 juli 2009 tot 13 mei 2013 opperbevelhebber van de NAVO. Daarvoor was hij commander respectievelijk van het U.S. Southern Command en van het U.S. European Command. Tijdens zijn militaire carrière was hij eerder actief als Operations Officer op de USS Calley Forge en als kapitein van de USS Barry waar hij onder meer werd ingezet bij operaties bij Haïti, Bosnië en de Perzische Golf.